# Тардијано (Салерно)
Тардијано је насеље у Италији у округу Салерно, региону Кампанија.
Према процени из 2011. у насељу је живело 564 становника. Насеље се налази на надморској висини од 863 м.